# 建功神社
建功神社是台灣日治時期昭和三年（1928年）設於臺北市南門町的一座神社，位於臺北植物園內。二戰後，建功神社在1955年被改建為南海學園內的國立中央圖書館總館，直到1986年遷至中山南路的新館，建築在之後移交國立教育資料館，於後改為現今國立臺灣藝術教育館南海書院。

## 歷史沿革

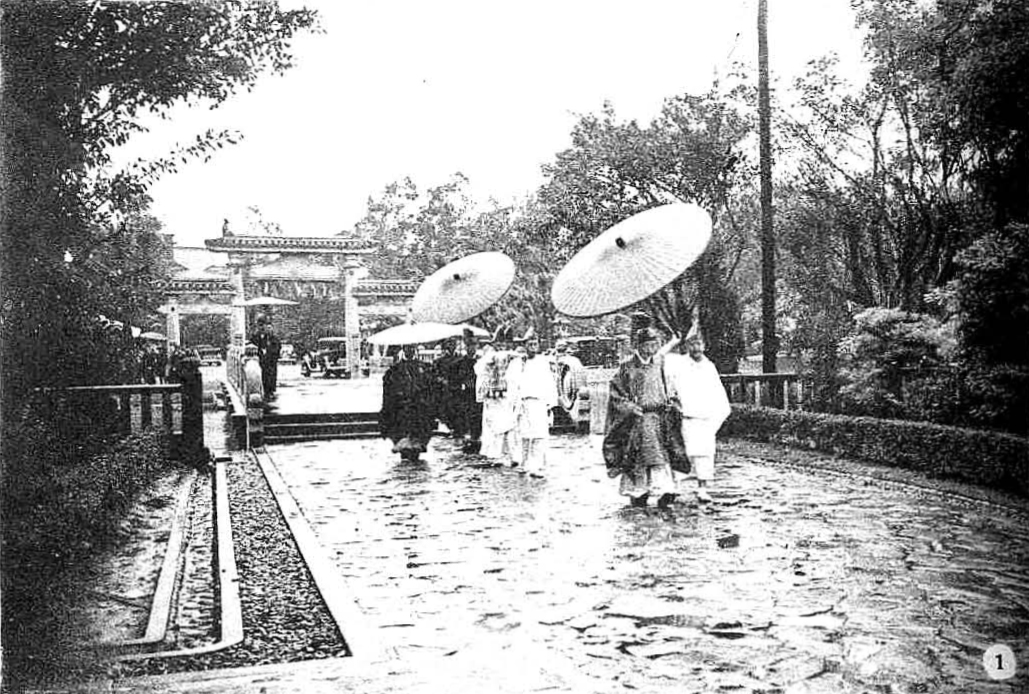
建功神社祭時的幣帛供進使參進(1934年)

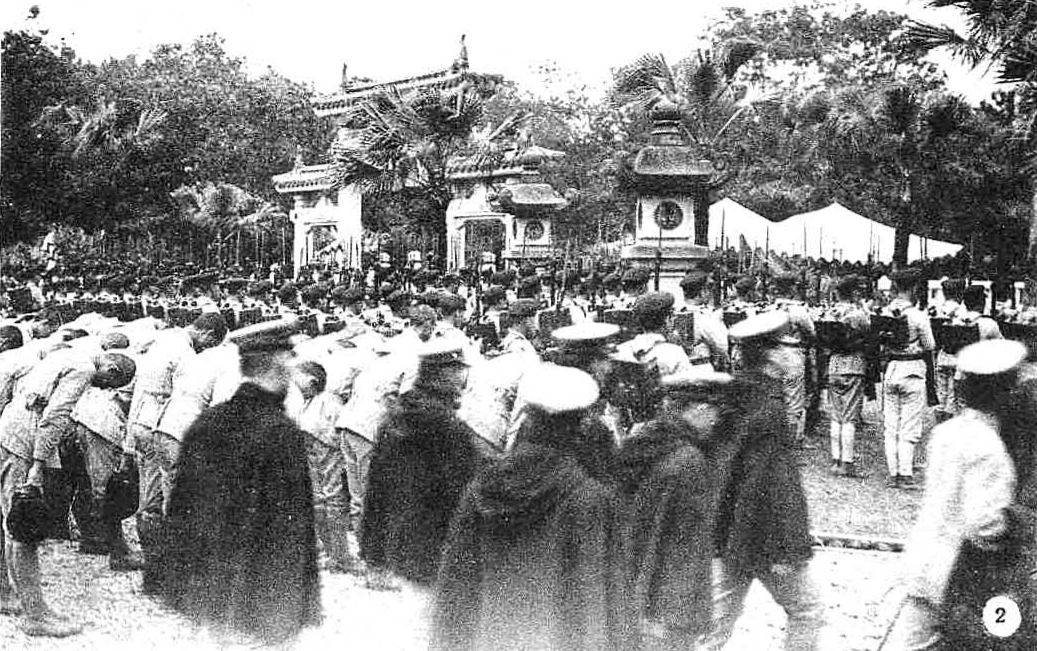
建功神社祭時的學生參拜(1934年)

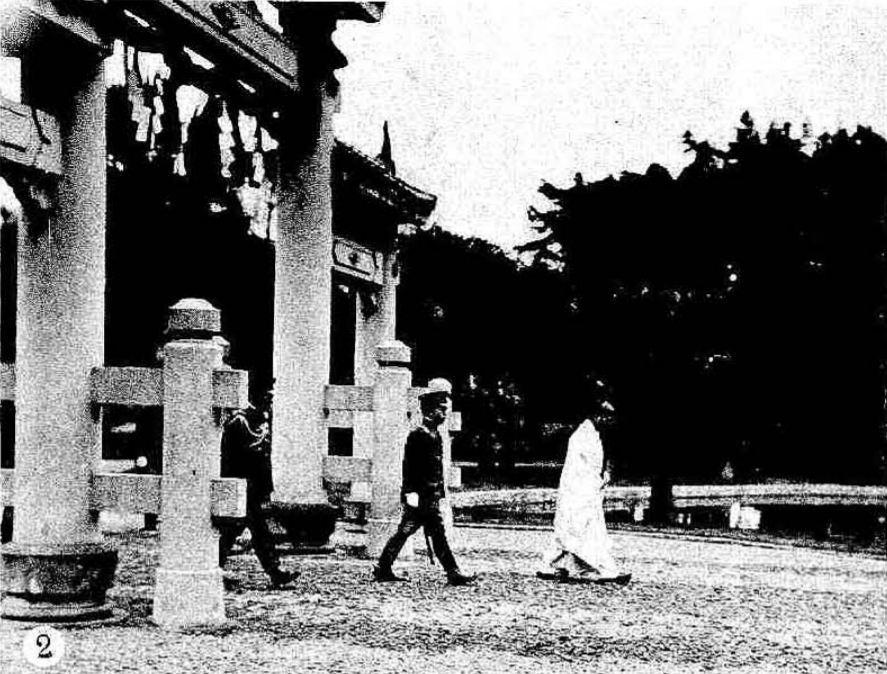
昌德宮李王垠參拜建功神社時行經其鳥居

### 神社設立
建功神社是祭祀因公殉職的招魂社，其設立自官方至民間皆極為重視，故有台灣的靖國神社之稱。在建功神社設立以前，臺灣尚無祭祀因公殉職人員的固定場所，最初於1902年在台南舉辦了招魂祭，第二次則是於1908年在台北舉辨。之後每年以濁水溪為界，以北在台北（一開始在圓山公園，後來在新公園），以南在台南舉辦招魂祭。臺灣神社宮司山口透自1913年即向臺灣總督府提議設立招魂社，但其提議並未被採納。直到1925年，簑和律師再次提議建立神社，又當年適逢台灣始政三十周年，故臺灣總督伊澤多喜男發表了將建立官祭招魂社作為始政三十周年的紀念事業，以設立永久的社殿，並配置神職人員，使遺族和一般民眾亦能夠隨時參拜。為此，時任台灣總督伊澤多喜男親赴東京請日本首相加藤高明於國庫編列九萬圓預算 ，並於後選定台北市植物園內約四千坪的土地建設招魂社。於1926年4月30日靖國神社例祭日時，神社舉行地鎮祭動工，而此招魂社的名稱（社號）於1928年1月12日由臺灣總督府公布為「建功神社」，其參考了明代詩人丘濬《挽伏羌伯》：「一代知名將，三邊屢建功。」及陸機《豪士賦》：「立德之基有常，而建功之路不一。」，並同時公告了可入祀者的資格。1928年（昭和3年）3月舉行上棟式，同年7月14日舉行鎮座式，15日舉行臨時例祭，總工程費約十二萬八千圓。在臨時例祭時，出席者有臺灣總督川村竹治、遺族總代表（日臺蕃人各1人）、文官總代表（台北帝大校長幣原坦）、武官總代表（臺灣軍參謀長）、各州廳民總代表、各州知事及廳長、各國領事（美國、英國、荷蘭）、臺北市尹。在奉獻物的部分，由五州三廳、台北市、帝國在鄉軍人台北市聯合分會、台灣日日新報社捐贈了11座石燈籠，以及由大阪每日新聞社捐獻了1對春日燈籠。
建功神社的社格屬無格社，供奉日本自1895年領臺以來在台灣的戰死者、準戰死者、殉職者、準殉職者、殉難者，不分臺日及地位高低，在經總督府籌組的「建功神社合格者資格審查會」審核通過後才可入祀。建功神社祭神的審查人員 （1939年）為台北：高木友枝、河村徹、三好德三郎、林熊徵；臺中：坂本素魯哉、辜顯榮、松岡富雄；臺南：富地近思、許廷光；高雄：古賀三千人、藍高川。
在1945年的臺北大空襲中，建功神社的神橋南側遭空襲損毀。

### 戰後發展
建功神社在二戰後由臺灣省行政長官公署教育處接收，許多日本象徵物品被移除，參道大門、鳥居、參道兩側石燈籠等設施皆已不存。1954年，教育部在此處籌建的一系列總稱為「南海學園」文化設施──博物館群的建立。今日建功神社原址所見建築是於1955年改建而成，其由利群建築師事務所的陳濯、李寶鐸設計的國立中央圖書館總館為南海學園最早落成之建築，外觀呈現中國北方宮殿樣式，圓頂式屋頂加蓋了覆黃色琉璃瓦的圓形攢尖頂，而圓頂內部則增加了國徽之裝飾，外部則增建配置為四合院之形式。雖日治時期的神社建築外觀已遭大幅變動，但大致維持了原格局，而建功神社主建築、神池及玉垣亦保留，並於2013年以「國立中央圖書館舊址」之名被列為臺北市歷史建築。

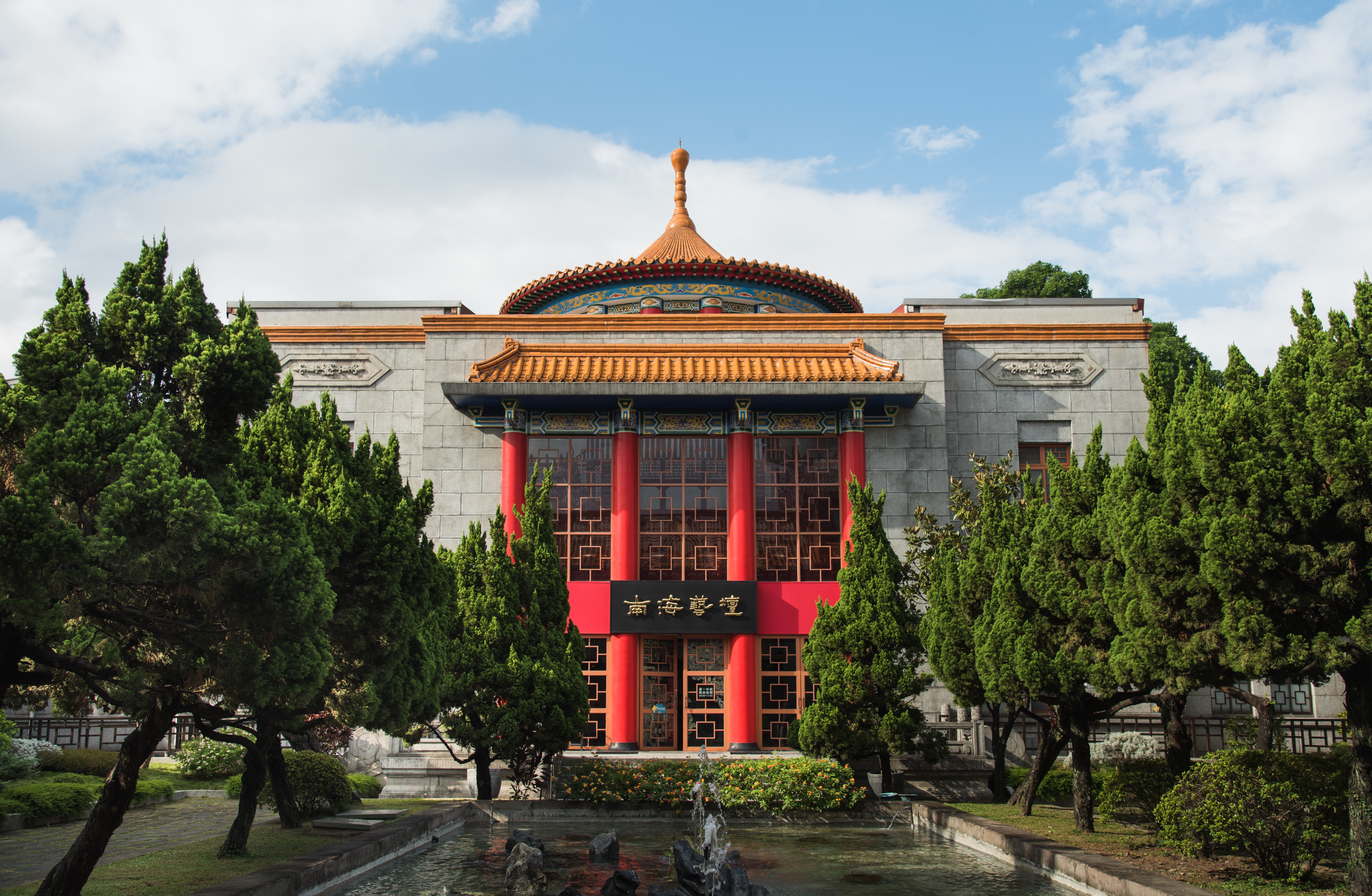
建功神社拜殿在戰後被改建，原神池仍保留
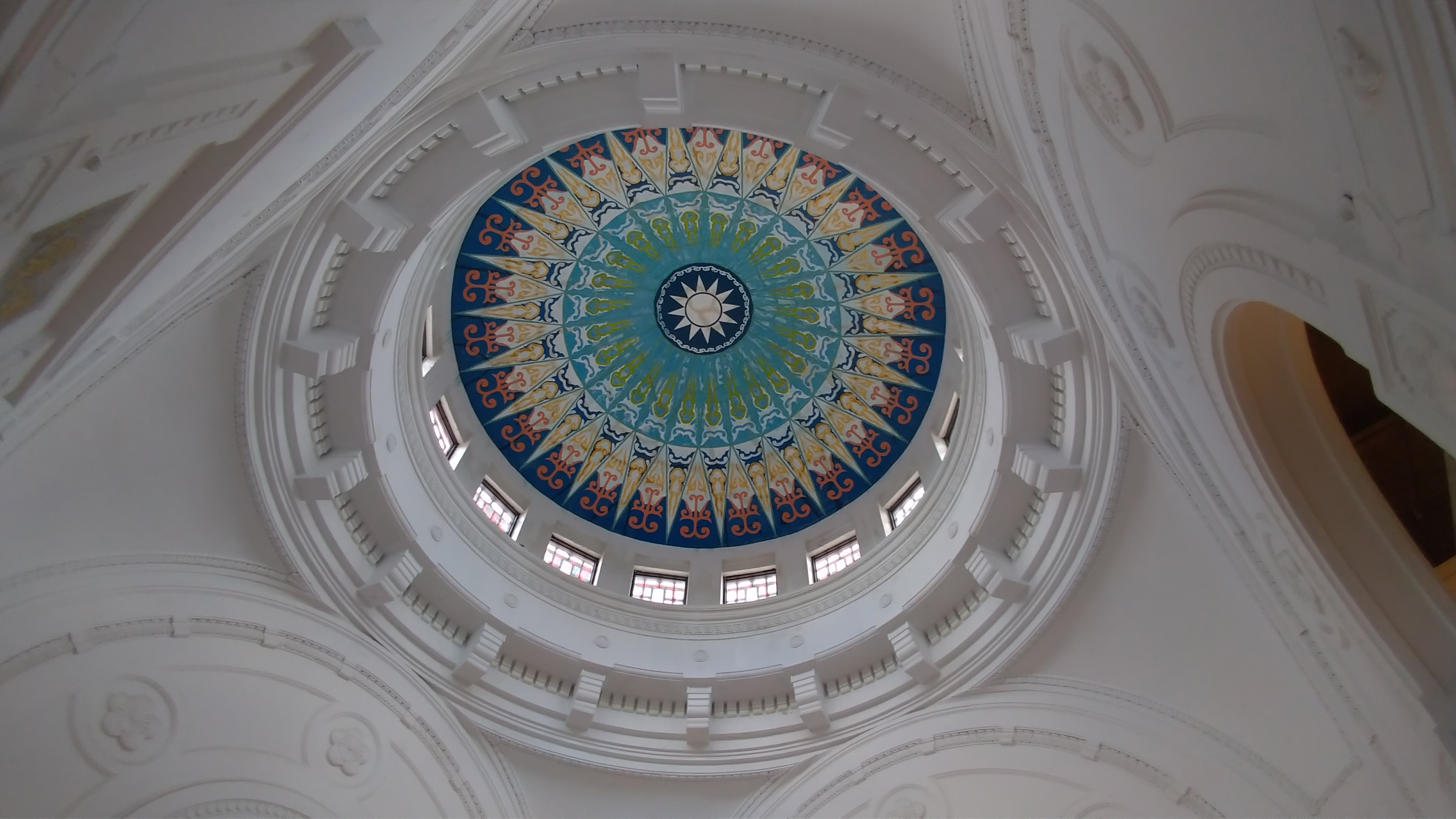
原建功神社拜殿圓頂現況，拜殿內部大致保持原樣
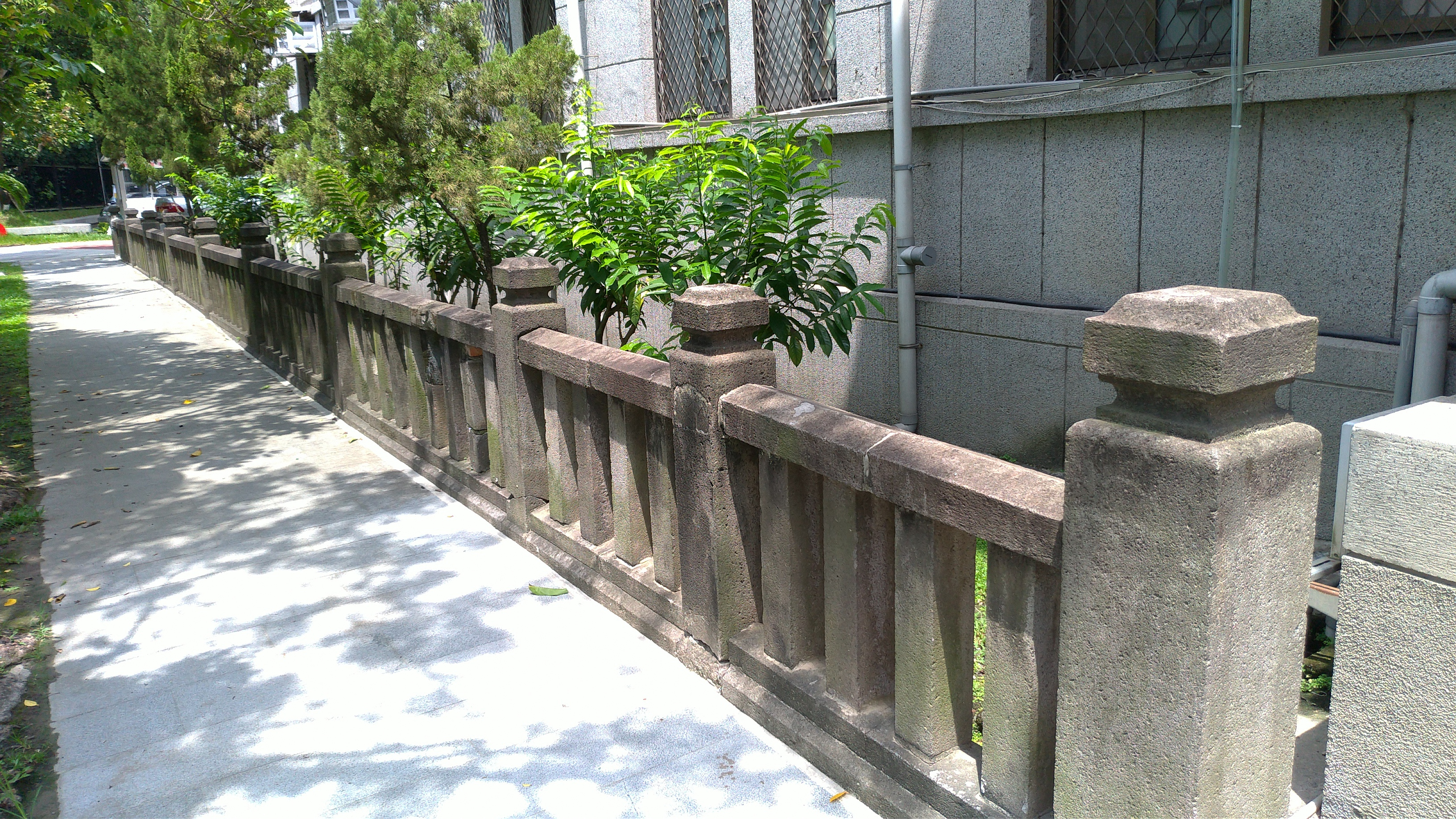
建功神社瑞垣
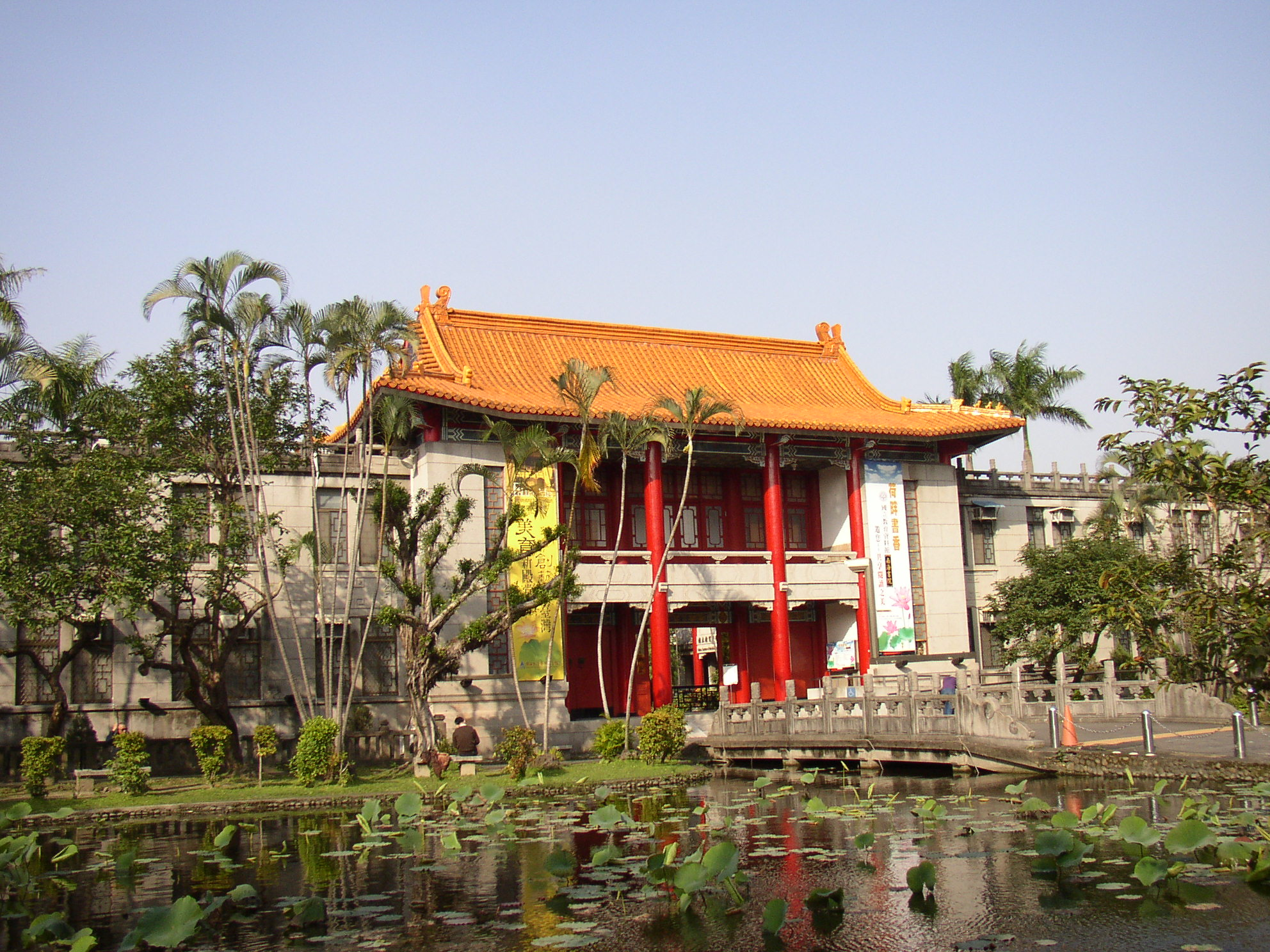
建功神社神橋及池塘現況，神橋現已改建
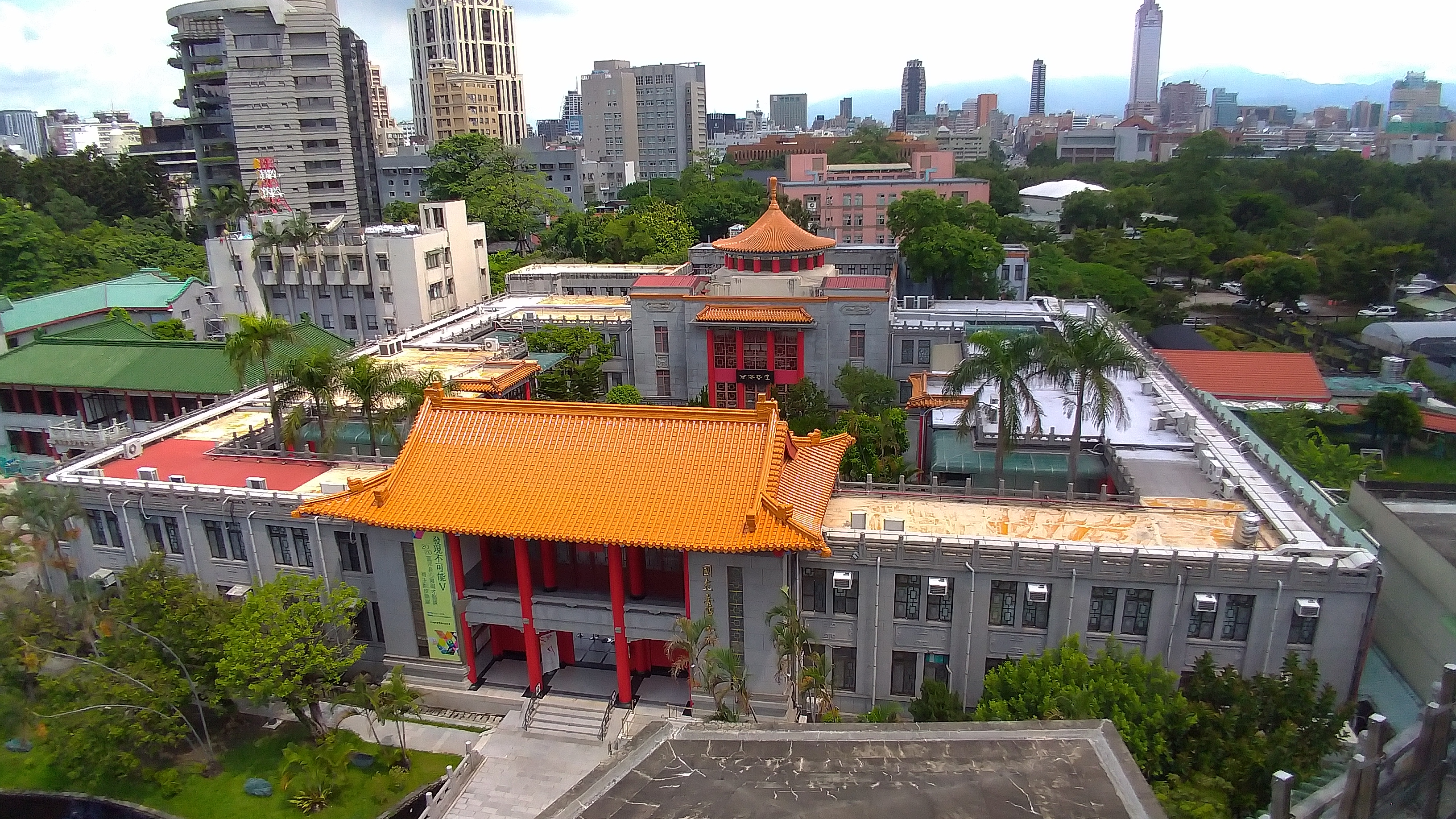
建功神社原址俯視圖

## 建築

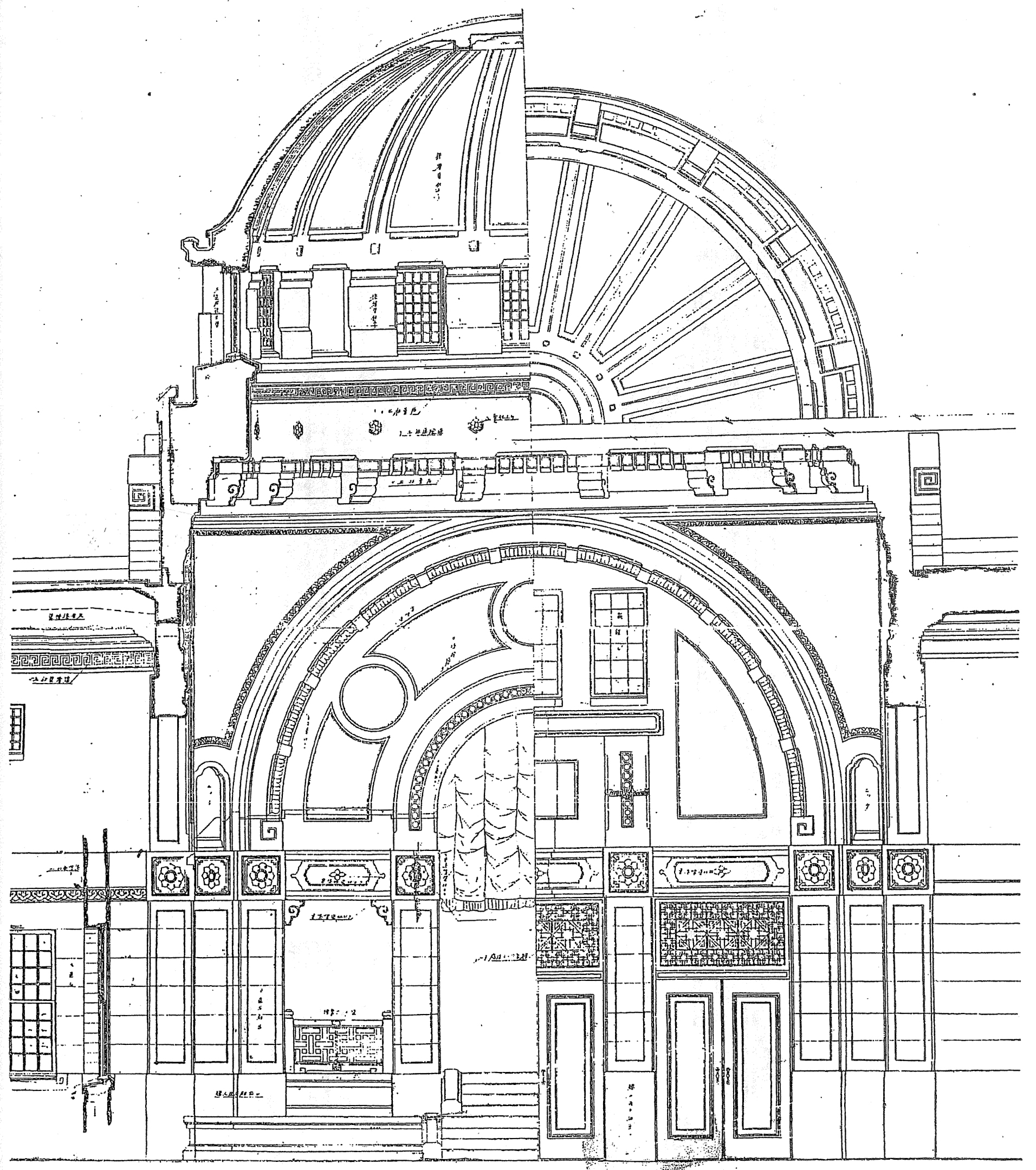
建功神社拜殿立剖面圖

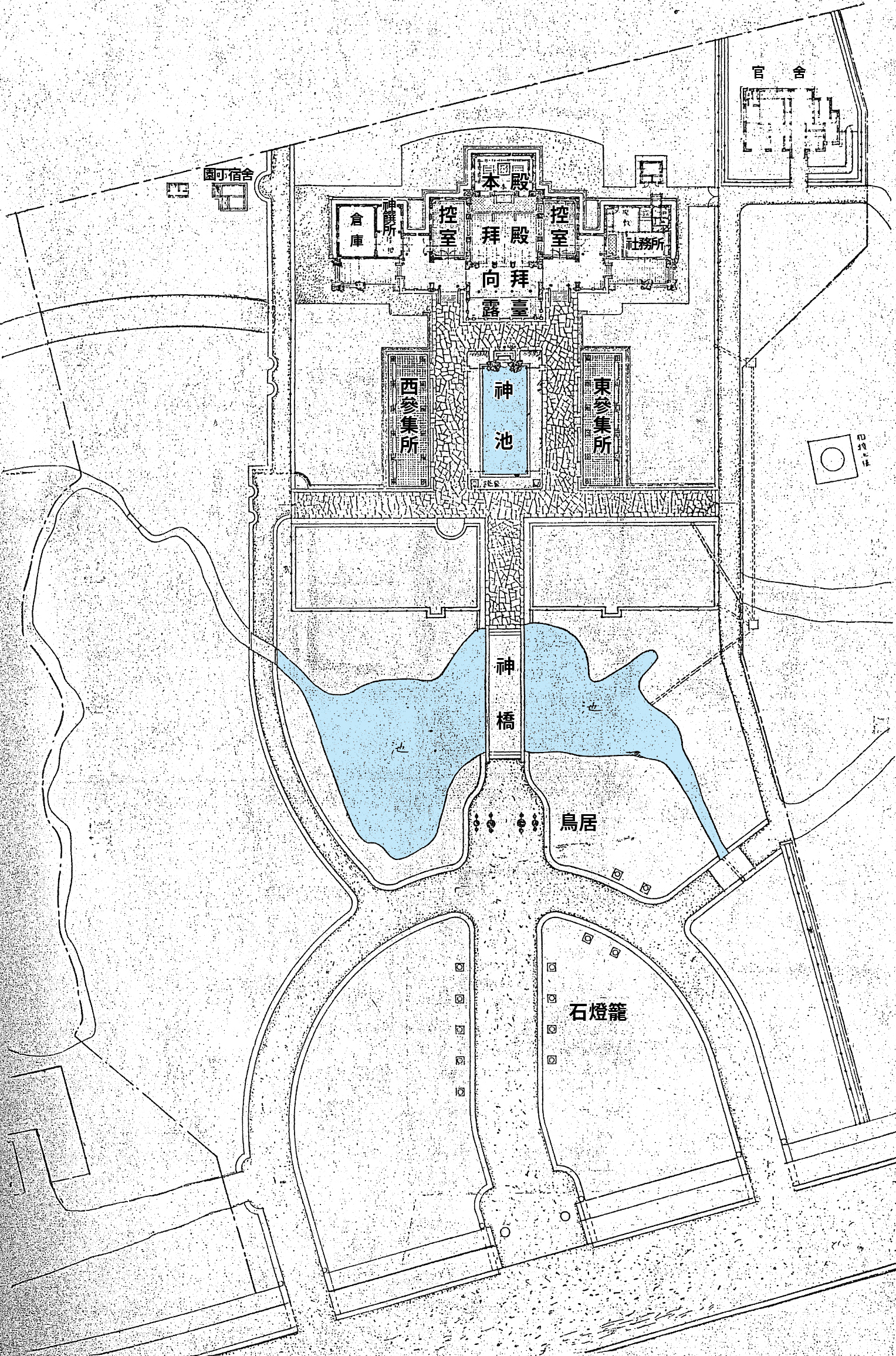
建功神社平面圖

### 建築特色
建功神社是由台灣總督府營繕課技師井手薰設計，本殿及拜殿由浦田永太郎承攬施工。建功神社整體皆為鋼筋混凝土及磚造建築，主要設施為本殿、拜殿、鳥居、神橋及神池。社殿外牆使用了北投窯業會社生產的小口四丁掛面磚及洗石子，本殿屋頂為銅板瓦，向拜、側廊（參集所）及鳥居的屋瓦為鶯歌庄生產的中國式青瓦，本殿內部使用了阿里山產的扁柏，瑞垣及神橋至拜殿間的地板使用了士林產的板石做亂石砌。鳥居高約六公尺，頂部鋪設屋瓦，外表為洗石子。神橋長約20公尺，外表為洗石子。1929年10月增建瑞垣、西參集所、神職宿舍，並在1930年3月竣工，同年9月增設東參集所、神池南側的兩座燈籠。
神社平面呈南北長軸向，由外至內依序為參道、鳥居、神橋、手水舍、拜殿乃至最深處之本殿，其他附屬空間，如休息室（日語：控室）與社務所則於拜殿兩側延伸，配置與一般神社並無太大差異。建功神社建築形式則極為獨特，主體結構為日本式，但外觀則採「漢、和、西洋混合」的建築樣式。圓頂設計及中國牌坊式的鳥居，為日本傳統神社未有之建築式樣，也多少影響台灣本土建築樣式的變革。

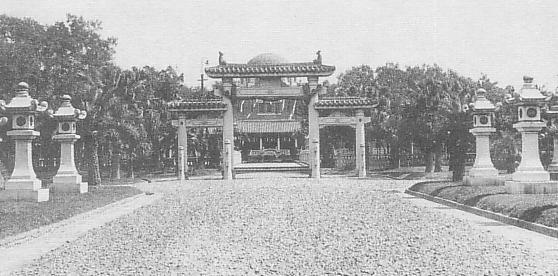
建功神社全景

### 爭議
建功神社在建設時，因其跳脫傳統日本神社樣式的設計，而引發了不少爭議。其爭議在於神社乃日本傳統文化，但建功神社建築卻完全沒有遵守神社形制規範使用神明造、流造等樣式。而因特殊造型所引發的爭論，井手薰還特地以建功神社的樣式為主題寫了三篇文章。
「因為使用近代耐久建材，所以主要部分採用西洋式，也加上臺灣式。然後，與台式和西式難以調和的純日本式藏在『本殿』的最裡面。也就是說，經得住嚴酷氣候風土的建築樣式為外裝，經不起風雨的日本式在內部被保護。」
「日本國內的生活方式已經相當程度西洋化，例如：西服、西餐、父母的稱呼（papa 為父親、 mama 為母親）。神道建築之前也充分受到佛教建築的影響。為什麼公眾不批評這種外來文化的時候，還要批評我在建功神社中引進的西洋建築方式？」  
「『和式』是簡單樸素、清淡高雅的，『台灣式』濃厚的，以及西洋式更濃厚的，因此把這三者都調和起來，這個不是一件容易的事情。」

## 社徽

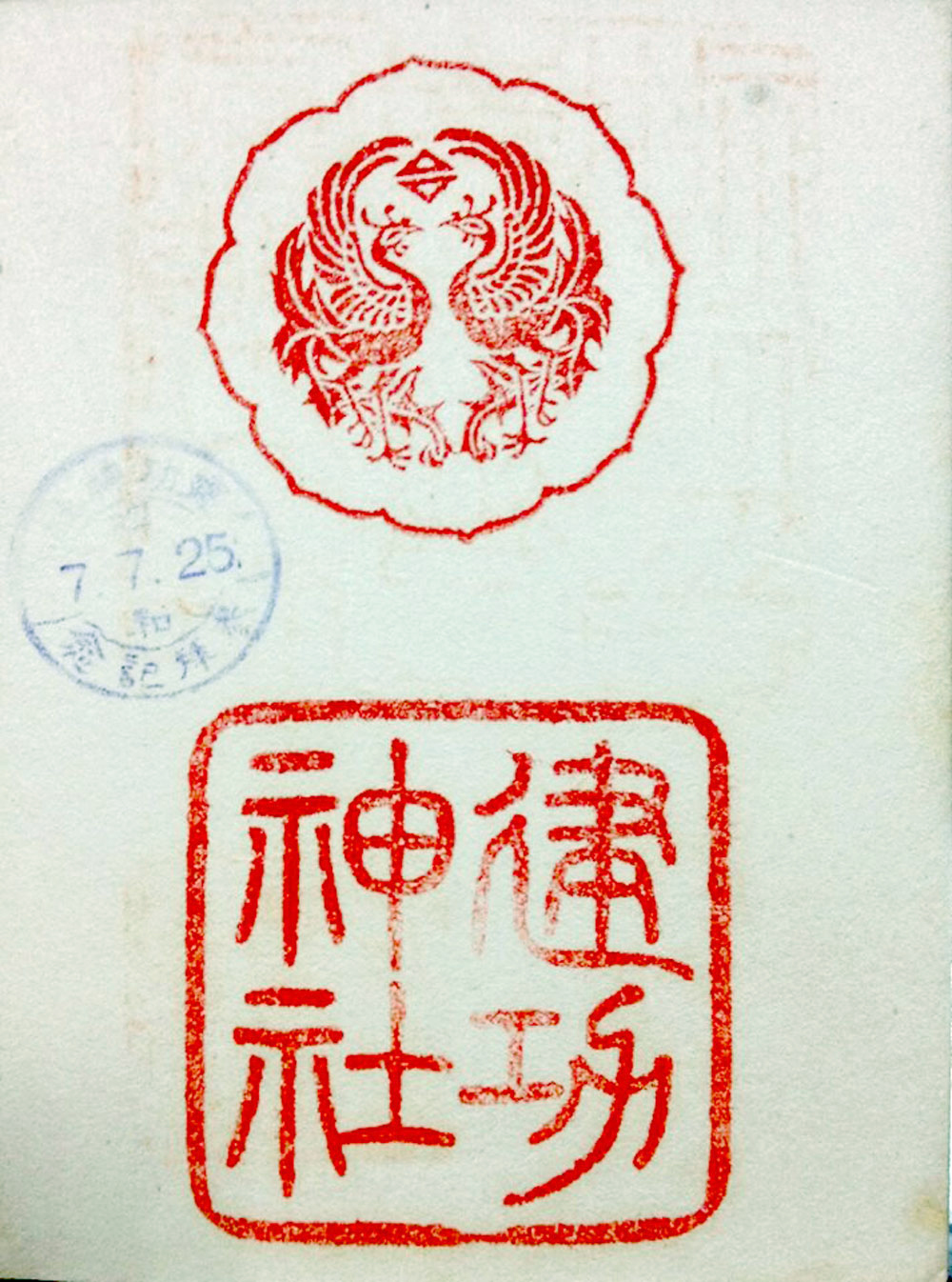
建功神社御朱印

建功神社的社徽為八咫鏡內的對向鳳凰，中心上部有一「台字紋」。八咫鏡代表日本國體的精神，鳳凰為臺灣傳說中最吉祥的鳥，台字紋則是代表臺灣。

## 祭神
建功神社在1928年鎮座時，合祀15,350位在台戰死、殉職及殉難者，例如大島艦端艇翻覆（1895年）、廣丙號巡洋艦翻覆（1895年）、芝山巖事件（1896年）、海門艦端艇翻覆（1897年）、奈良丸翻覆（1897年）、東西橫貫鐵道線調查隊（1897年）、樸仔腳事件（1901年）、北埔事件（1907年）、松島艦翻覆（1908年）、泰雅族卡奧灣群討伐（1908年）、道路開鑿隊（1910年）、李棟山前進隊（1911年）、油羅山前進隊（1912年）、馬力光(マリコワンア)前進隊（1912年）、隘勇線前進隊（1912年）、太魯閣戰役（1914年）、台東方面搜索行動隊（1914年）、西來庵事件（1915年）、太田山事件（1920年）等事件之死者，之後每年舉行合祀祭。至1935年時，總計有16,805位。其中以陸軍9,552人最多，其次為警察職員2,789人、警察官2,434人、官公署傭人職工役夫等656人、文官553人、海軍485人等。依籍貫
本島人3,620人，內地人13,185人，其中較多的人來自鹿兒島縣（640人）、東京府（609人）、福岡縣（582人）、熊本縣（544人）。《建功神社誌》中詳細記載了祭神的姓名、出身地、祭日（神避日）、資格、遺族等資訊。
| 年度   | 人數(人) | 備註                            |
| ------ | -------- | ------------------------------- |
| 1928年 | 15,350   |                                 |
| 1929年 | 142      |                                 |
| 1930年 | 199      |                                 |
| 1931年 | 141      | 含霧社事件之77人                |
| 1932年 | 788      | 含自澎湖千人塚移祀之708人       |
| 1933年 | 42       |                                 |
| 1934年 | 140      | 含軍艦早蕨在基隆北方沉沒之104人 |
| 1935年 | 3        |                                 |

| 籍貫           | 人數(人) |
| -------------- | -------- |
| 北海道廳       | 44       |
| 東京府         | 609      |
| 京都府         | 161      |
| 大阪府         | 223      |
| 神奈川縣       | 177      |
| 兵庫縣         | 288      |
| 長崎縣         | 161      |
| 新瀉縣         | 269      |
| 埼玉縣         | 179      |
| 群馬縣         | 122      |
| 千葉縣         | 219      |
| 茨城縣         | 203      |
| 栃木縣         | 87       |
| 奈良縣         | 106      |
| 三重縣         | 198      |
| 愛知縣         | 320      |
| 靜岡縣         | 185      |
| 山梨縣         | 113      |
| 滋賀縣         | 174      |
| 岐阜縣         | 208      |
| 長野縣         | 231      |
| 宮城縣         | 395      |
| 福島縣         | 200      |
| 岩手縣         | 194      |
| 青森縣         | 139      |
| 山形縣         | 189      |
| 秋田縣         | 208      |
| 福井縣         | 121      |
| 石川縣         | 171      |
| 富山縣         | 122      |
| 鳥取縣         | 92       |
| 島根縣         | 100      |
| 岡山縣         | 224      |
| 廣島縣         | 274      |
| 山口縣         | 241      |
| 和歌山縣       | 142      |
| 德島縣         | 94       |
| 香川縣         | 123      |
| 愛媛縣         | 106      |
| 高知縣         | 92       |
| 福岡縣         | 582      |
| 大分縣         | 187      |
| 佐賀縣         | 320      |
| 熊本縣         | 544      |
| 宮崎縣         | 152      |
| 鹿兒島縣       | 640      |
| 沖繩縣         | 29       |
| 內地出身地不明 | 3,227    |
| 台灣人         | 3,620    |

## 社掌
建功神社的首任社掌為佐藤文一郎，其原為國學院大學講師，在1928年來臺擔任建功神社社掌，期間曾兼任海山神社及文山神社社掌，並在1941年2月回到日本內地擔任福島縣都都古別神社的宮司。第二任建功神社社掌為豐福長人，其任期為1941年至1945年。

## 外部連結
- 國立中央圖書館舊址—文化部文化資產局 （页面存档备份，存于）